# Нідербіпп
Нідербіпп (нім. Niederbipp) — громада  в Швейцарії в кантоні Берн, адміністративний округ Верхнє Ааргау.

## Географія
Громада розташована на відстані близько 40 км на північний схід від Берна.
Нідербіпп має площу 19,8 км², з яких на 14% дозволяється будівництво (житлове та будівництво доріг), 46,5% використовуються в сільськогосподарських цілях, 39,2% зайнято лісами, 0,3% не є продуктивними (річки, льодовики або гори).

## Демографія
2019 року в громаді мешкало 4992 особи (+17,2% порівняно з 2010 роком), іноземців було 24,4%. Густота населення становила 253 осіб/км².
За віковим діапазоном населення розподілялося таким чином: 19,4% — особи молодші 20 років, 63,6% — особи у віці 20—64 років, 17% — особи у віці 65 років та старші. Було 2147 помешкань (у середньому 2,3 особи в помешканні).
Із загальної кількості 3135 працюючих 258 було зайнятих в первинному секторі, 691 — в обробній промисловості, 2186 — в галузі послуг.